# سن قانونی (فیلم ۱۹۶۹)
سن قانونی (به انگلیسی: Age of Consent) فیلمی محصول سال ۱۹۶۹ و به کارگردانی مایکل پاول است. در این فیلم بازیگرانی همچون جیمز میسون، هلن میرن، جک مک‌گوران و جودیت مک‌گرات ایفای نقش کرده‌اند.